# Eerste Brits-Afghaanse Oorlog

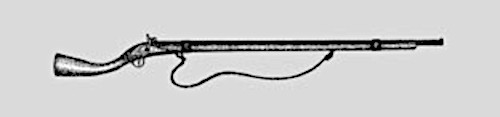
Jezail, een met hand gemaakte Afghaanse musket die werd gebruik tijdens de Brits-Afghaanse oorlogen

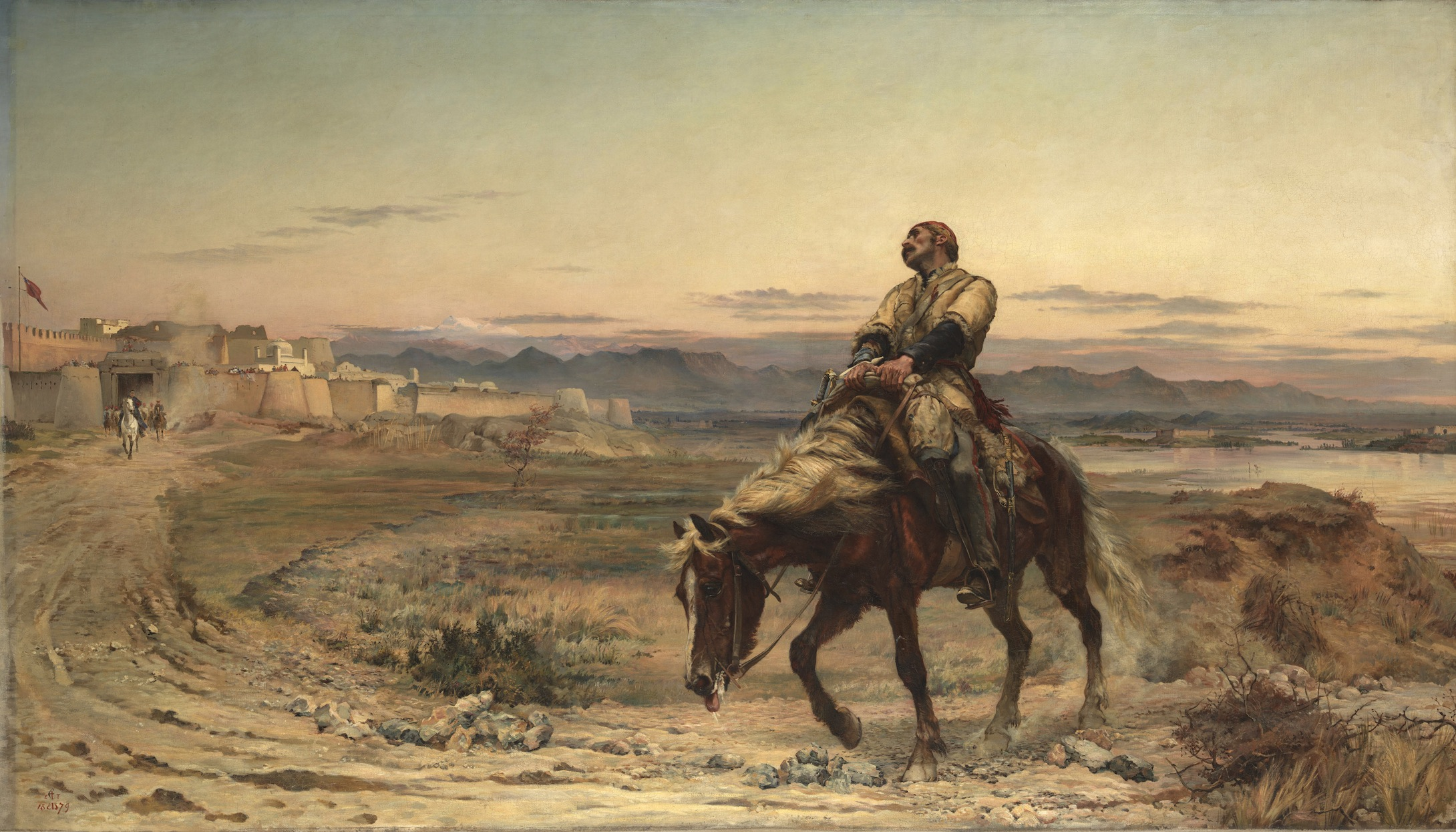
Remnants of an army - schilderij van Elizabeth Thompson, voorstellende William Brydon

De Eerste Brits-Afghaanse oorlog (1838-1842) was een poging van de Britten om de Afghaanse emir Dost Mohammed te vervangen door een hen vriendelijker gezind staatshoofd.
De Britten hadden voorheen Alexander Burnes laten onderhandelen over een verdrag, maar dit mislukte toen de Britten niet wilden toegeven aan de Afghaanse eis hen toe te staan Pesjawar op de Sikhs te heroveren. Bovendien onderhandelde Dost Mohammed ook met de Russen, al waren die al even onsuccesvol.
De Britten besloten in 1838 om Dost Mohammed te vervangen door Shah Shuja, een voormalige Afghaanse koning (1803-1809) die in ballingschap in Brits-Indië leefde. De Britten en Sikhs zouden hem militair ondersteunen bij pogingen de Afghaanse troon weer te bezetten, en Shah Shuja beloofde alle aanspraken op door de Sikhs veroverde gebieden (inclusief Peshawar) op te geven.
Eind 1838 werd een troepenmacht verzameld, en op 25 april 1839 veroverden de Britten vanuit het zuiden Kandahar. Nabij Ghazni wonnen de Britten een veldslag, en op 7 augustus werd Kaboel veroverd en Shah Shuja op de troon gezet. Dost Mohammed vluchtte naar Buchara. In 1840 deed Dost Mohammed, samen met de Oezbeekse leider Mir Wali een poging zijn land te heroveren. Hij verloor een veldslag en won er een, maar gaf zich daarna over aan de Britten en ging als krijgsgevangene naar Brits-Indië.
De Britten en Shah Shuja leken Afghanistan nu in handen te hebben, maar gedurende het jaar 1841 braken over het gehele land kleine opstanden uit. Toen de Britten op 2 november geen actie durfden te nemen nadat Alexander en Charles Burnes door ontevreden aanhangers van Shah Shuja werden vermoord, was het de inwoners van Kaboel duidelijk dat er een kans was de Britten te verjagen. Mohammed Akbar Khan, een zoon van Dost Mohammed, keerde vanuit Boechara terug, en sloot zich aan bij de leiding van het verzet.
De Britten beloofden zich terug te trekken, maar onenigheid onder de Afghanen deed hen dat besluit weer heroverwegen. Op 23 december liet Akbar Khan de Britse leiders vermoorden, waarna de Britten opnieuw terugtrekking beloofden. Op 6 januari 1842 begon de terugtrekking inderdaad. De zich terugtrekkende Britten werden veel aangevallen door de omwonende Afghanen, al dan niet met steun van de autoriteiten in Kaboel, die de Britten een vrijgeleide hadden beloofd. Velen sneuvelden of gaven zich over in krijgsgevangenschap. Bij Gandamak op 12 januari hadden de Britten hun last stand. Naar verluidt kwam enkel Dr. William Brydon op 13 januari aan in Jalalabad.
De Afghanen heroverden Ghazni. Shah Shuja werd gedwongen de Afghanen aan te voeren tegen de Engelsen, maar werd gedood. Met het bruikbaar worden van de bergpassen in de lente, kwamen nieuwe Britse troepen het land binnen. Ghazni en Kaboel werden opnieuw veroverd. Kaboel werd geplunderd, krijgsgevangenen bevrijd en Afghanen geëxecuteerd. Fath Jang, een zoon van Shah Shuja die zijn vader nominaal was opgevolgd, werd naar Brits-Indië gezonden, evenals zijn oom Zaman Shah en broer Shahpur.
De Britten realiseerden zich echter dat een blijvende bezetting van Afghanistan moeilijk en kostbaar zou zijn. Ze trokken zich daarom dit keer vrijwillig terug, en lieten Dost Mohammed terugkeren op de troon. Hij leek de enige te zijn die Afghanistan kon verenigen, iets wat de Britten nuttig achtten om Afghanistan weerstand te kunnen laten leveren tegen de Perzen en Russen. Gedurende de rest van zijn regering stelde hij zich neutraal op tegenover de Britten.